# Louis Cousin

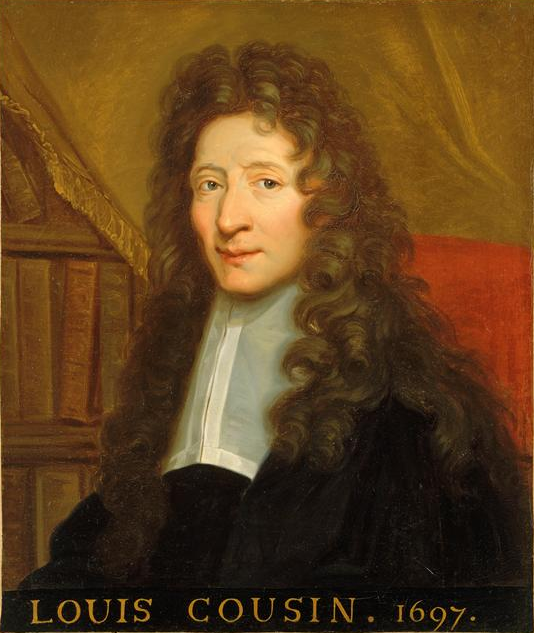
Louis Cousin

Louis Cousin (* 21. August 1627 in Paris; † 16. Februar 1707 ebenda) war ein französischer Historiker, Jurist und Übersetzer.

## Leben
Als Jurist fungierte Cousin zeitweilig als königlicher Zensor und als Direktor des Cour de monnaies.
An seinem 70. Geburtstag wurde Cousin 1697 als Nachfolger des verstorbenen Paul-Philippe de Chaumont in die Académie française aufgenommen (Fauteuil 3). Nach seinem Tode 1707 wurde von der Akademie Jacques-Louis de Valon als Nachfolger berufen.

## Werke (Auswahl)
als Übersetzer
- Histoire de Constantinople, depuis le regne de l'ancien Justin, jusqu'à la fin de l'empire, traduite sur les originaux grecs. 8 Bände, Damien Foucault, Paris 1672–1674 (französischer Übersetzung verschiedener byzantinischer Historiker von Prokopios bis Dukas)
- Euagrios Scholastikos, Eusebius von Caesarea, Sozomenos, Theodoret: Histoire de l’église. Paris 1675/76 (4 Bde.)